# مارينا غورغيفا
مارينا غورغيفا (بالألمانية: Marina Georgieva)‏ هي لاعبة كرة قدم نمساوية، ولدت في 13 أبريل 1997 في بلدة ميلك في النمسا. شاركت مع منتخب النمسا تحت 19 سنة لكرة القدم للسيدات. أما مع النوادي، فقد لعبت مع نادي سانت بولتن.

## وصلات خارجية
- مارينا غورغيفا على موقع الاتحاد الأوربي (الإنجليزية)
- مارينا غورغيفا على موقع قاعدة بيانات كرة القدم.إي يو (الإنجليزية)
- مارينا غورغيفا على موقع Soccerway.com (الإنجليزية)
- مارينا غورغيفا على موقع عالم كرة القدم.نت (الإنجليزية)